# GMC Handi-Bus
GMC Handi-Bus – samochód dostawczo-osobowy typu van klasy pełnowymiarowej produkowany pod amerykańską marką GMC w latach 1964 – 1970.

## Pierwsza generacja

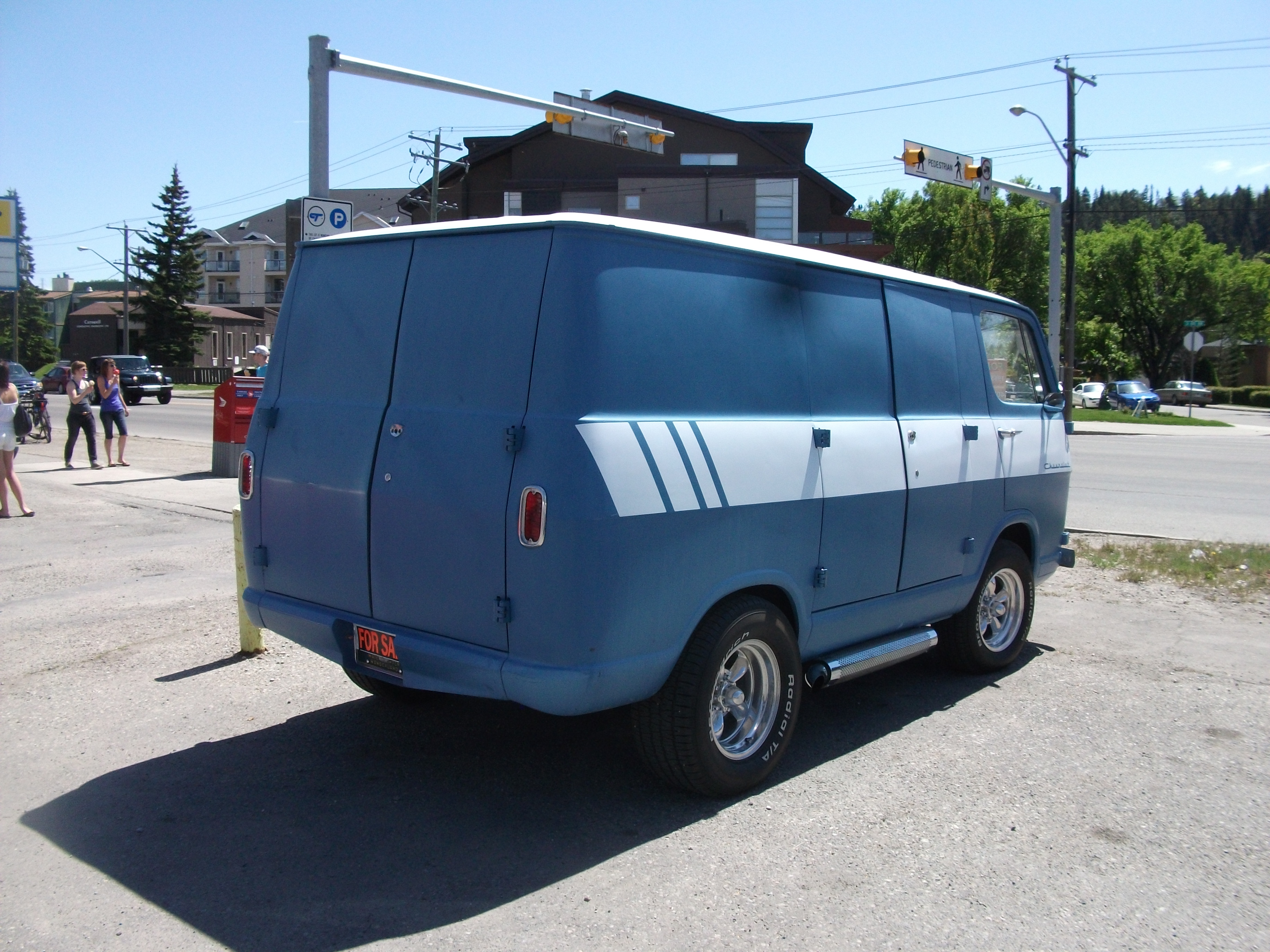
GMC Handi-Bus I - tył

GMC Handi-Bus I został zaprezentowany po raz pierwszy w 1964 roku. Osobowa wersja nosiła nazwę Handi-Van.
W połowie lat 60. XX wieku GMC przedstawiło nowy samochód dostawczy opracowany we współpracy z siostrzaną marką Chevrolet w ramach koncernu General Motors.
Model Handi-Bus był odpowiedzią na modele Dodge A100 i Ford Econoline, podobnie jak on charakteryzując się jednobryłowym, zaokrąglonym nadwoziem z silnikiem umieszczonym pod pierwszym rzędem siedzeń i cofniętą przednią osią. Z przodu znajdowały się okrągłe reflektory, z kolei tylne lampy miały wąski, podłużny kształt.

### Silniki
- L4 2.5l
- L6 3.2l
- L6 3.8l

## Druga generacja

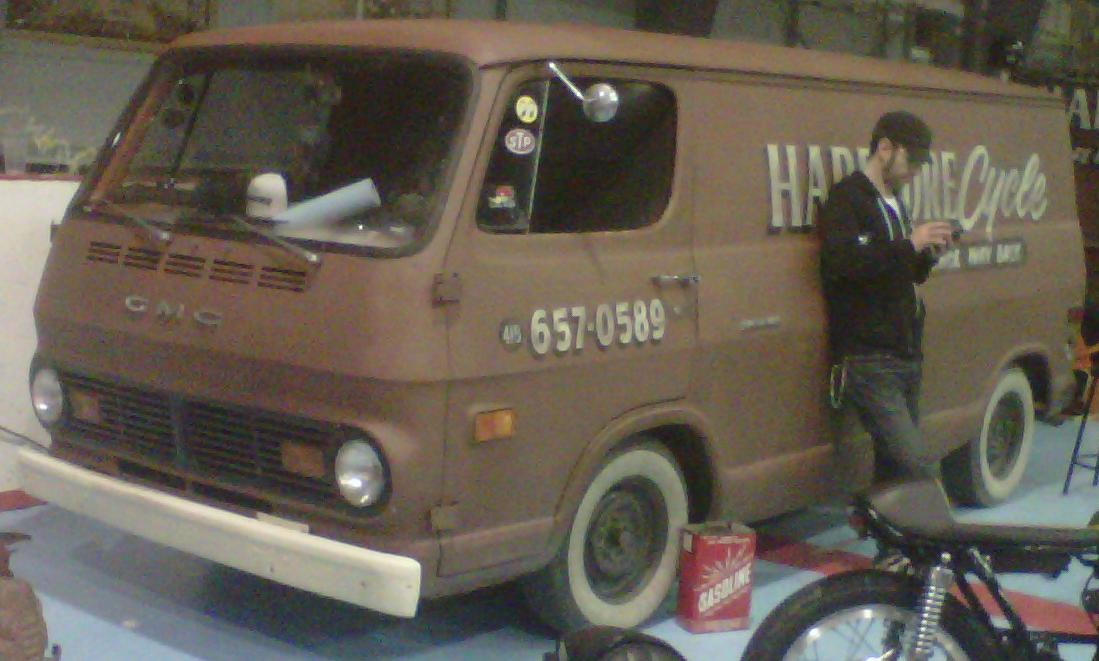
GMC Handi-Van II

GMC Handi-Bus II został zaprezentowany po raz pierwszy w 1967 roku. Osobowa wersja nosiła nazwę Handi-Van.
Druga generacja GMC Handi-Busa została opracowana przez koncern General Motors przy rozwinięciu koncepcji poprzednika. Podobnie jak pierwsza generacja, GMC Handi-Bus II miał jednobryłową karoserię z silnikiem umieszczonym pod przednim rzędem siedzeń.
Przód zyskał jednak wyraźniej zaznaczone proporcje, z dużą atrapą chłodnicy. Większe nadwozie przełożyło się na pojemniejszy przedział transportowy lub większą kabinę pasażerską w przypadku wariantu osobowego.

### Silniki
- L4 3.8l
- L6 4.1l
- V8 4.6l
- V8 5.0l
- V8 5.7l